# Bessel-egyenlőtlenség
A Bessel-egyenlőtlenség a funkcionálanalízis egy tétele, mely kapcsolatot teremt egy Hilbert-térbeli elem normája és egy ortonormált rendszerre vett vetületének együtthatói között.
Legyen {\displaystyle H} Hilbert-tér, és legyen {\displaystyle \{e_{i}\}_{i=1}^{\infty }} egy ortonormált rendszer {\displaystyle H}-ban. Ekkor minden {\displaystyle x\in H}-ra:
{\displaystyle \sum _{k=1}^{\infty }\left\vert \left\langle x,e_{k}\right\rangle \right\vert ^{2}\leq \left\Vert x\right\Vert ^{2}}
ahol <∙,∙> jelöli a téren értelmezett skalárszorzatot.
Ha a fenti ortonormált rendszer teljes is, akkor a két oldal egyenlő egymással, ez a Parseval-formula.
A Bessel-egyenlőtlenség egyszerűen adódik a következő számolásból:
{\displaystyle 0\leq \left\|x-\sum _{k=1}^{n}\langle x,e_{k}\rangle e_{k}\right\|^{2}=\|x\|^{2}-2\sum _{k=1}^{n}|\langle x,e_{k}\rangle |^{2}+\sum _{k=1}^{n}|\langle x,e_{k}\rangle |^{2}=\|x\|^{2}-\sum _{k=1}^{n}|\langle x,e_{k}\rangle |^{2},}
Ez a szócikk a PlanetMath Bessel inequality cikkéből származó szövegen alapul. A PlanetMath GFDL licenc alatt terjeszthető.